# Chelonus diaphor
Chelonus diaphor är en stekelart som beskrevs av Ji och Chen 2003. Chelonus diaphor ingår i släktet Chelonus och familjen bracksteklar. Inga underarter finns listade i Catalogue of Life.